# Amolops wuyiensis
Amolops wuyiensis é uma espécie de anfíbio da família Ranidae.
É endémica da China.
Os seus habitats naturais são: florestas subtropicais ou tropicais húmidas de baixa altitude, matagal húmido tropical ou subtropical e rios.
Está ameaçada por perda de habitat.